# Таравера (вулкан)
Таравера — действующий вулкан в Новой Зеландии на Северном острове. Прилегающая территория занимает плато Окетания.
Вулкан представляет вулканический купол. На вершине располагается трещина глубиной 130 метров. На склонах располагается несколько озёр — Ротомахана, Окатайна, Таравера. Известен крупным извержением 1886 года. Подножие вулкана называлось «Розовыми и Белыми террасами» и было одним из «Восьми чудес света». Считалось что после этого взрыва террасы полностью разрушились. Но в 2011 году на дне озера Ротомахана были обнаружены 2 террасы. Последнее извержение было в 1981 году.

## Галерея

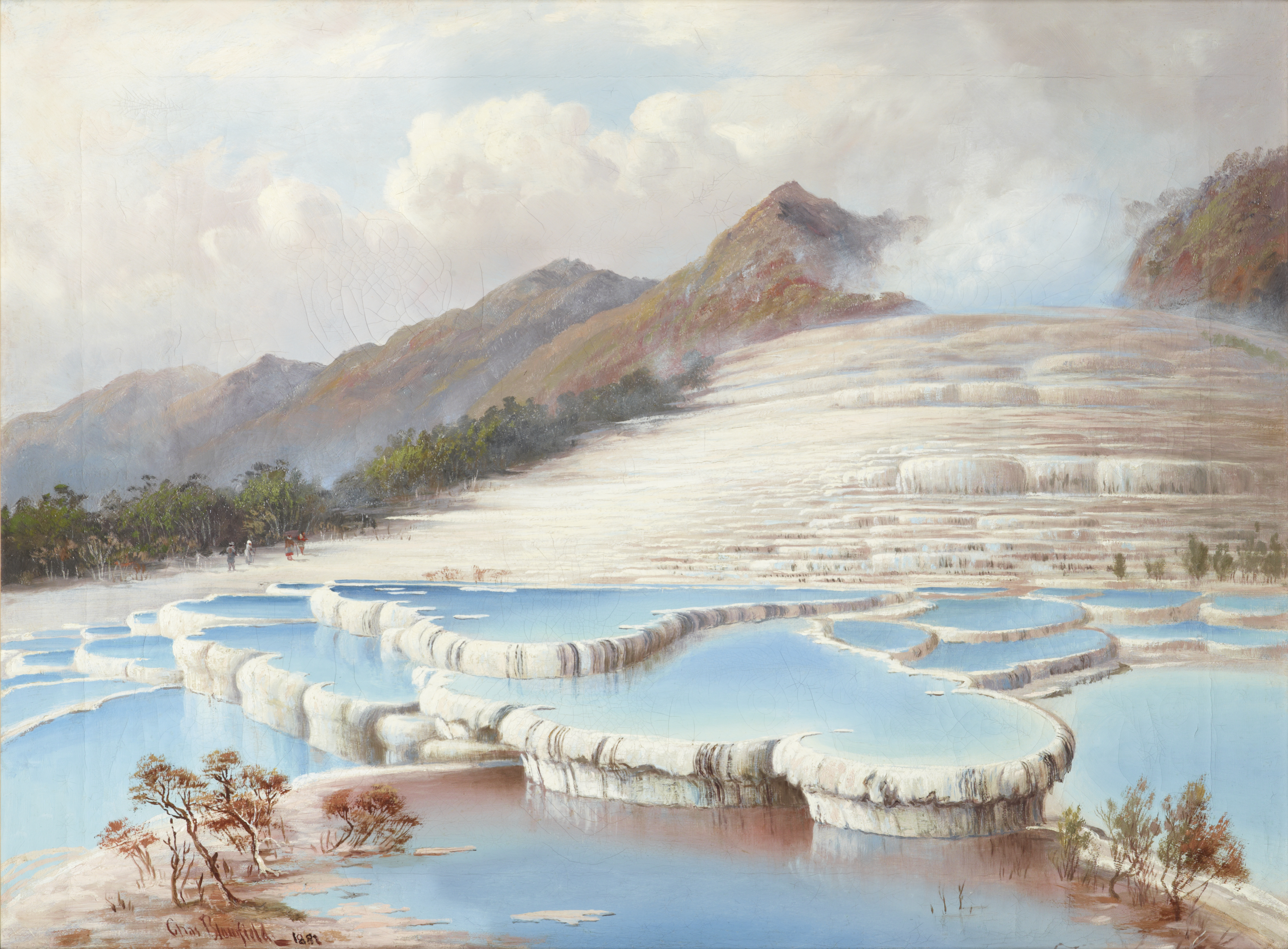
Белые террасы, 1884
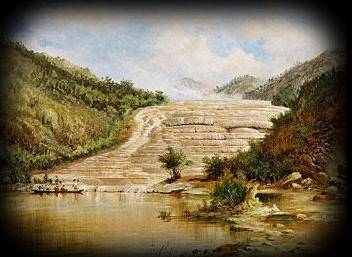
Розовые террасы, 1884